# Analog Heart
Analog Heart è il primo album in studio del cantautore statunitense David Cook, pubblicato nel 2006 in maniera indipendente.

## Tracce
1. Straight Ahead – 4:14
2. Don't Say a Word – 4:38
3. Fall Back Into Me – 3:36
4. The Truth – 4:48
5. Searchlights – 4:29
6. Porcelain – 3:38
7. Stitches – 4:04
8. Let Go – 3:20
9. Makeover – 3:38
10. Silver – 4:22